# Реки Уругвая

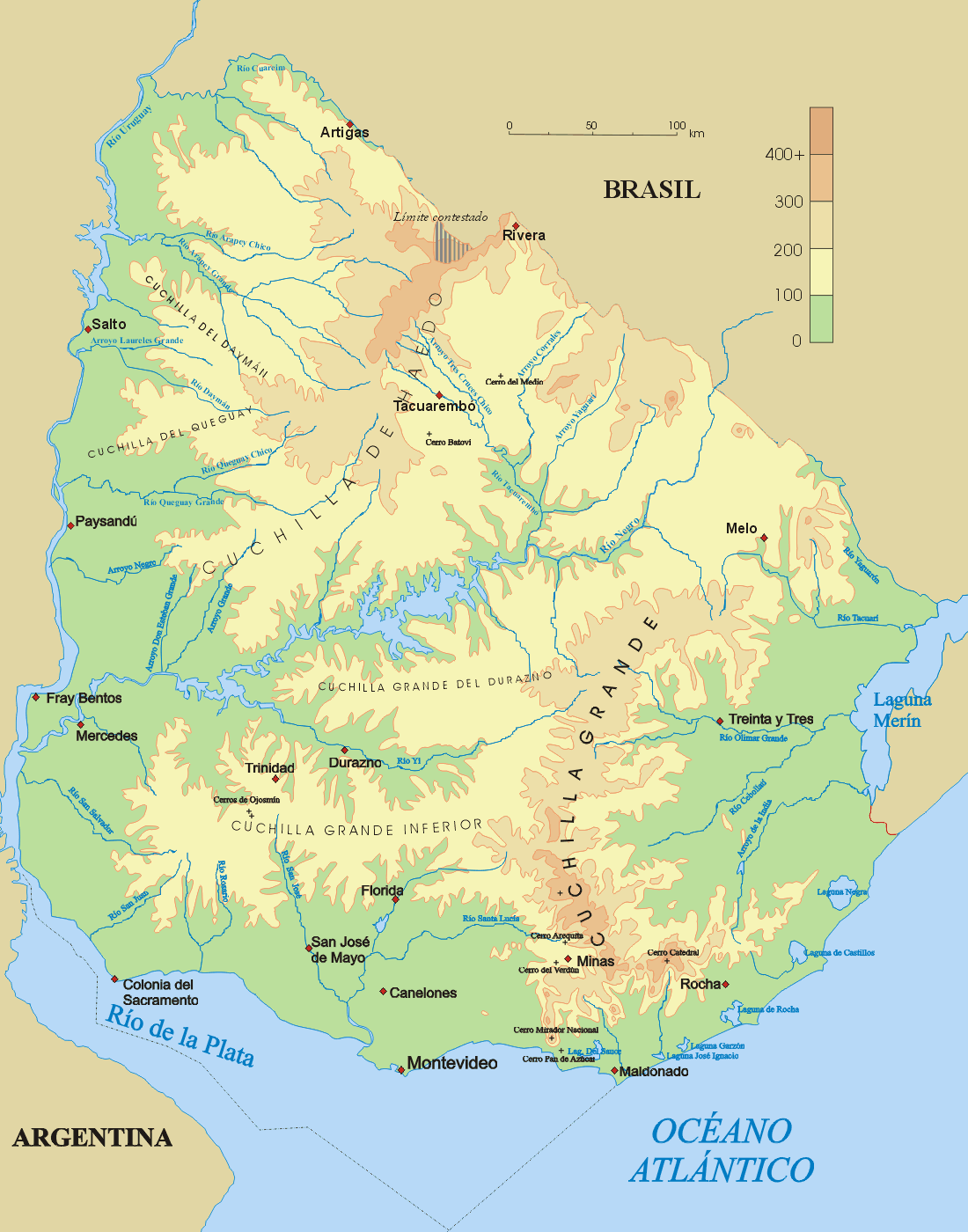
Физическая карта Уругвая

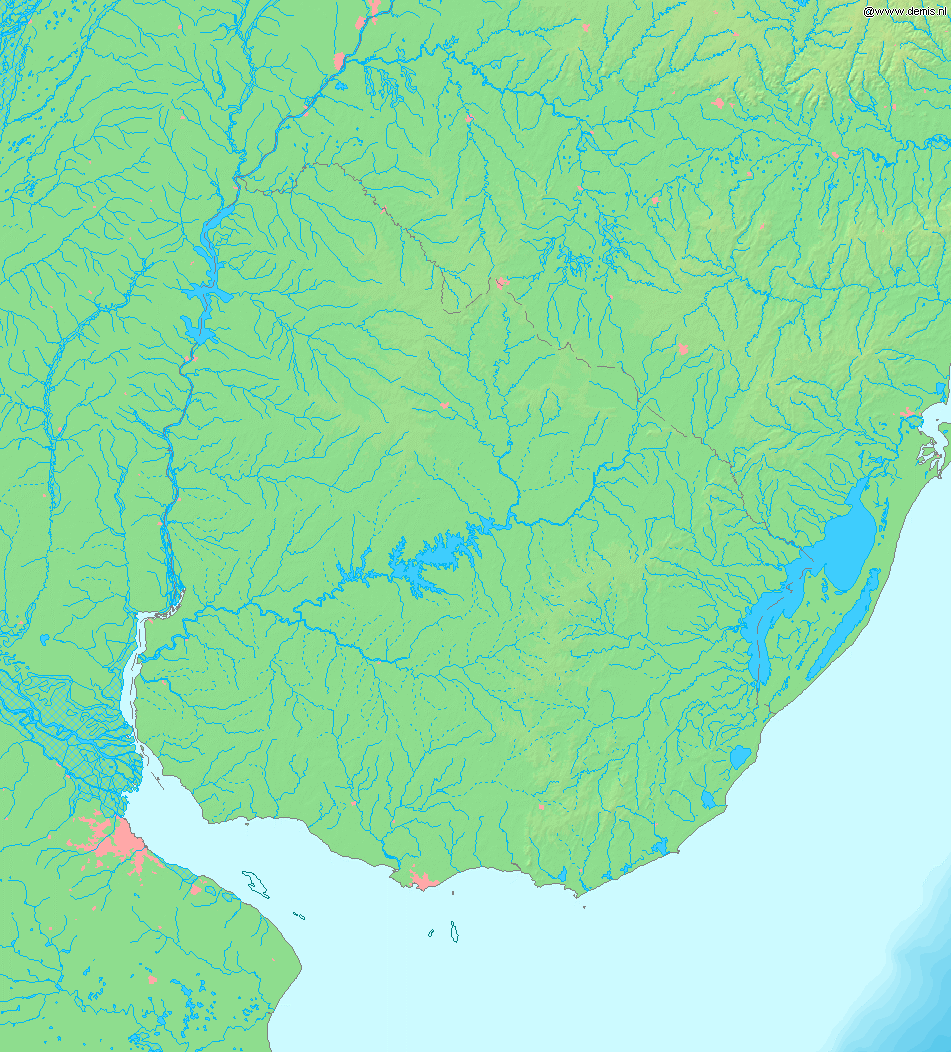
Карта водных артерий Уругвая

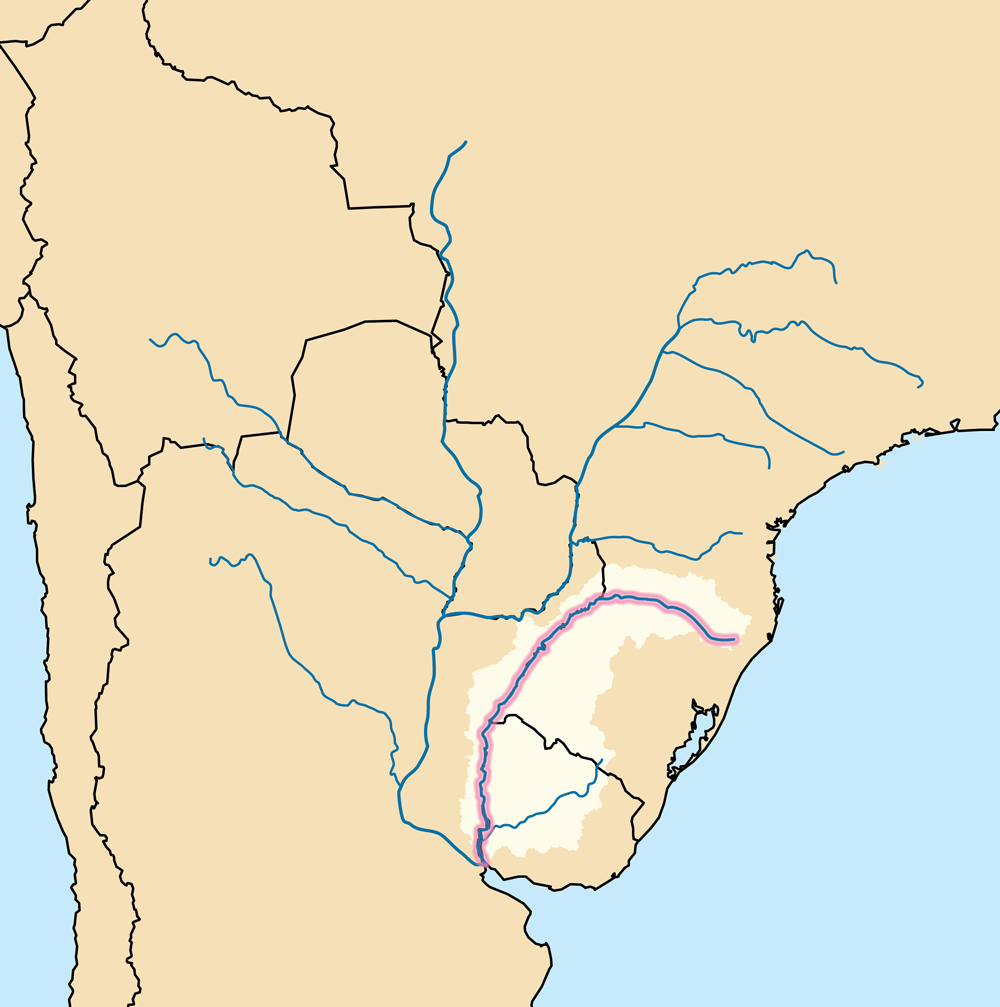
Бассейн реки Уругвай

Речная сеть Уругвая является плотной и довольно разветвлённой. Все уругвайские реки относятся к бассейну Атлантического океана, наиболее крупной является та, в честь которой страна и получила своё название — река Уругвай (исп. Río Uruguay). Уругвай впадает в Ла-Плата, эстуарий реки Парана.
Территория страны делится на пять крупных водосборных бассейнов. Отдельно от бассейна реки Уругвай рассматривается бассейн её притока Рио-Негро (исп. Río Negro), который является крупнейшим по площади из пяти (на территории страны). Также выделяют бассейн озера Лагоа-Мирин, бассейн Атлантического океана и бассейн эстуария Ла-Плата.
Русло Уругвая является границей с Аргентиной на западе; с востока от бассейна Рио-Негро бассейн Уругвая отделяет возвышенность Кучилья-де-Аэдо. Несмотря на большое число притоков и их плотность, бассейн мало судоходен. Помимо Рио-Негро, крупнейшими притоками Уругвая являются Куараи (исп. Río Quarai), Арапей-Гранде (исп. Río Arapey), Дайман (исп. Río Dayman), Кегуай-Гранде (исп. Río Queguay), Сан-Сальвадор (исп. Río San Salvador) и Арройо-де-лас-Вакас (исп. Arroyo de las Vacas).
Бассейн Рио-Негро, в свою очередь, отделён от бассейна Лагоа-Мирин на востоке возвышенностью Кучилья-Гранде и её западными отрогами — от атлантических бассейнов. Основными притоками Рио-Негро являются реки Такуарембо (исп. Río Tacuarembó) и Йи (исп. Río Yí).
Крупными реками, впадающими в озеро Лагоа-Мирин, являются Себольяти (исп. Río Cebollatí), Жагуаран (исп. Río Yaguarón), Такуари (исп. Río Tacuarí), Сан-Луис (исп. Río San Luis) и Сан-Мигель (исп. Arroyo San Miguel). Во время половодья на территории этого бассейна образуются обширные болота.
Крупнейшей рекой бассейна эстуария Ла-Плата (а также атлантического побережья Уругвая) является Санта-Лусия (исп. Río Santa Lucía). Кроме неё можно выделить реки Росарио (исп. Río Rosario), Сан-Хуан (исп. Río San Juan), Солис-Гранде (исп. Arroyo Solís Grande), Куфре (исп. Arroyo Cufré), Пандо (исп. Arroyo Pando) и Мальдонадо (исп. Arroyo Maldonado).

## Список крупнейших рек Уругвая в порядке убывания длины (более 230 км)
| Название        | Длина, км | в том числе в Уругвае, км | Впадает в           |
| --------------- | --------- | ------------------------- | ------------------- |
| Уругвай         | 1838      | 508                       | Рио-де-ла-Плата     |
| Рио-Негро       | 750       | 650                       | река Уругвай        |
| Куарейм         | 351       | 330                       | река Уругвай        |
| Рио-де-ла-Плата | 290       | 290                       | Атлантический океан |
| Кегуай-Гранде   | 280       | 280                       | река Уругвай        |
| Такуарембо      | 260       | 260                       | Рио-Негро           |
| Санта-Лусия     | 230       | 230                       | Рио-де-ла-Плата     |